# 水面上與水面下劇場
水面上與水面下劇場（英文：Aqua Drama Therapy），成立於2010年，由張嘉容所創立，作品多將其創作專業結合療癒系劇場融入現代劇場，以沉浸式劇場方式將藝術創作結合弱勢需求民眾參與，幫助人們發揮各自所長，透過戲劇方法轉化個人故事，呈現在自他面前，以培力、增能民眾，恢復生命力量。創造出有別於一般劇場的特質，使其作品充滿社會關注、身心成長與療癒照護的能量。

## 劇團理念
結合醫療、心理、藝術、傳統戲曲、教育、社區、社會學等各領域專家，以戲劇療癒方式結合正念、創造力、平衡、自發、即興、觀察、整合、模仿、角色扮演、營養、睡眠、身體鍛鍊等方式，推動個人身心成長與社會弱勢處境改善。如：輕度憂鬱症、自閉症等精神症狀族群、各類型家庭照顧者、單爸單媽、外籍配偶、家暴、安置少女等等。
一、尊重生命 不傷害。
二、真正幸福。
三、真愛。
四、愛語和聆聽。
五、滋養和療癒。

## 歷史
前身為「紀實互動劇場」(Documentary Interactive Theatre)
2019年 與2017年諾貝爾和平獎入圍者以色列特拉維夫大學陳艾倫教授、東京藝術大學的毛利嘉孝三人同獲香港中文大學國際研討會「以藝術治療：個人、社群、社會」邀請演講"以藝術治療群體: 用戲劇轉化人生(Arts and Healing for Communities: Transform Life Through Theatre) " 

## 作品
2021.6 《Who護?》紀實互動劇場。疫情的突襲沒有讓創意止步，即時改以視訊方式讓舞台劇如期在網路上登場。照護者身體力行守護家人，藝術家透過社會參與守護照顧者。線上演出不但能針對議題更聚焦，參與的觀眾也有更多發聲以及與演員互動的空間。７月進行二場愛心加演。
2020 《雙棲：單親孩子雙親愛》紀實互動劇場（導演，香港兆基小劇場）(與離異家庭及藝術家工作)	
2019.12  《Who護?》療癒系劇場 /「身態光合」藝術計劃《植變》 由家庭中的『長期照顧者』主演，探討個人的照護議題和照顧集體價值   主辦單位：台北市社會局公共藝術案
2019.7   《歐菲斯星球─職場文化變革》 台灣首齣由多位具亞斯伯格特質的素人演員現身展演20個人生小故事    主辦單位：林芳瑾基金會、水面劇場
2018《孟夢之間的時光》（獲選國立傳統藝術中心台灣戲曲中心創意競演作品）
2014 《前方的風景》18場（獲文化部、臺北市政府文化局表演藝術專案補助，獲選台新藝術獎提名）
2014 《心的居所》創作工作坊（廣藝基金會北京駐地計畫首屆駐地藝術家）
2014 北京中間美術館紀錄片發表（中間劇場、水面劇場合辦）
2013.9 《看見你看見我》 結合北京泛自閉症/亞斯伯格民眾、家屬與兩岸藝術家之在地創作   演出地點｜北京市中間劇場
2013  《下一站，出發》紀實互動劇場  結合梨園戲演員、布袋戲演師及民眾演員共同創作演出
2013 《桃花與渡伯》紀實互動劇場    主辦單位：江之翠劇場、水面上與水面下劇場
2013 《哪吒小英雄》（國家文化藝術基金會《2013好戲開鑼弄布袋》製作專案（由臺北木偶劇團製作，擔任導演、編劇）
2012 《你可以愛我嗎?》 與泛自閉症者的照顧者共同創作之療癒系劇場
2011《美麗沉睡者》台法跨文化多媒體互動劇場（廣藝基金會委託創作，編劇/導演/製作人）
2010《美麗沉睡者》巴黎天鵝之眼劇院演出（張嘉容與法國Espace　Louis Jouvet （Rathel）劇院共同製作，編劇/導演/製作人）
2010 巴黎鳳凰書店雙語讀劇演出（文建會藝術家駐村計畫，編劇/導演/製作人）
2009《我的天使魔鬼：睡美人》（第十四屆皇冠藝術節，編劇/導演）
2009《戰@......》（亞維儂off藝術節，演員/製作人	
2008《那時候》（國際劇場組織《從儀式到劇場創意工作坊》，臺北華山藝文特區，編劇/導演）	
2008《CH3CCL3》（亞維儂off藝術節，詩文/製作人）	
2008《我的天使朋友》（第四屆《肆無忌憚》女節，編劇/導演）	
2008《消失的王國》魔幻史詩音樂劇場（國家戲劇院，國藝會第二屆表演藝術追求卓越專案，編劇）
2007《消失的攀爬》王維銘舞蹈劇場（兩廳院二十周年雙人舞展，編劇）
2006《三氯乙烷釋放體》（獲選 2006年台新藝術獎十大表演藝術，詩文）

## 外部連結
- 水面上與水面下劇場官方網站 （页面存档备份，存于）
- 水面上與水面下劇場的Facebook專頁